# Mortadela
La mortadela (mortadella en italiano y mortadelle en francés) es un embutido elaborado, en su mayoría, con carne de cerdo finamente picada (cerca de un 60 % de magro) originario de la ciudad italiana de Bolonia (en italiano Bologna), capital de Emilia-Romaña. Es una especialidad de la cocina italiana que procede de las regiones italianas de Emilia-Romaña, Piamonte, Lombardía y gran parte de la provincia de Trento. Se condimenta un fiambre con especias, tradicionalmente con pimienta en grano, aunque hay variantes que contienen pistacho, bayas de mirto, nuez moscada molida, coriandro, ajo, pimiento o aceitunas.

## Etimología

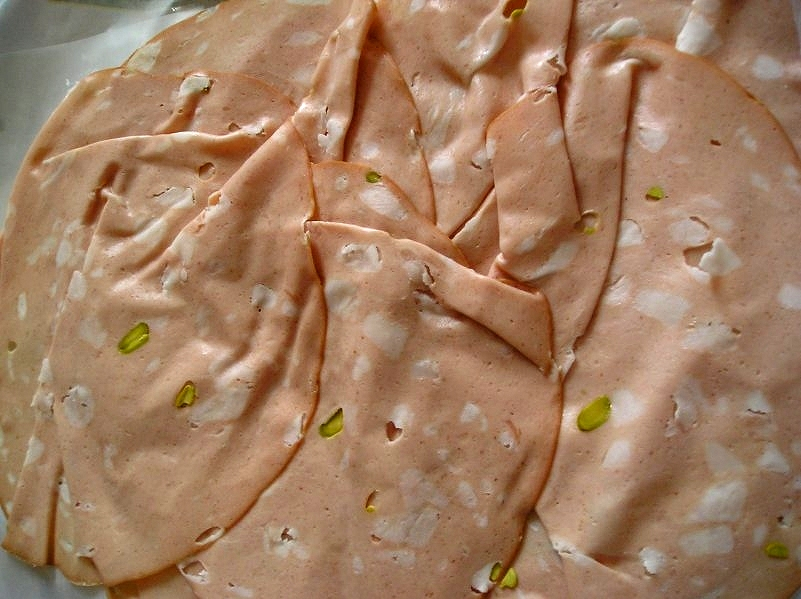
Mortadela cortada en lonchas muy finas.

Existen dos teorías acerca del origen de la palabra «mortadela»: la primera es que el relleno del cerdo que contiene este embutido fue tradicionalmente finamente molido hasta llegar a una consistencia de goma, empleando a veces un mortero (mortaio), indicando que el origen del nombre podría provenir del empleo de este instrumento. Dos estelas funerarias romanas en el museo arqueológico de Bolonia hacen una demostración visual de tales morteros. La otra teoría menciona que la mortadela podría tomar su nombre de una salchicha romana que era condimentada con mirto o arándanos en lugar de pimienta. Los romanos denominaban a este embutido: farcimen mirtatum. La primera cita de este término la encontramos en el autor latino del siglo I Varrón que describe un tipo de salchicha aderezada con bayas de mirto o arándanos con los términos mortatum o myrtatum. Sea como fuere, la autora Anna del Conte menciona que el primer documento en el que se ve por primera vez la mortadela como un embutido elaborado para preservar la carne aparece ya en 1376 y que podría ser asignado a la mortadela.

## Mortadela de Bolonia
La mortadela de Bolonia es un producto con Denominación de origen n.º 1549/98 de la Unión Europea, lo que implica que la mortadela debe elaborarse de acuerdo con un estricto proceso. Las zonas de producción de este embutido son ciertamente extensas, desde: Emilia-Romaña, Marcas, Véneto y el Piamonte hasta gran parte de la Toscana.

## Variantes

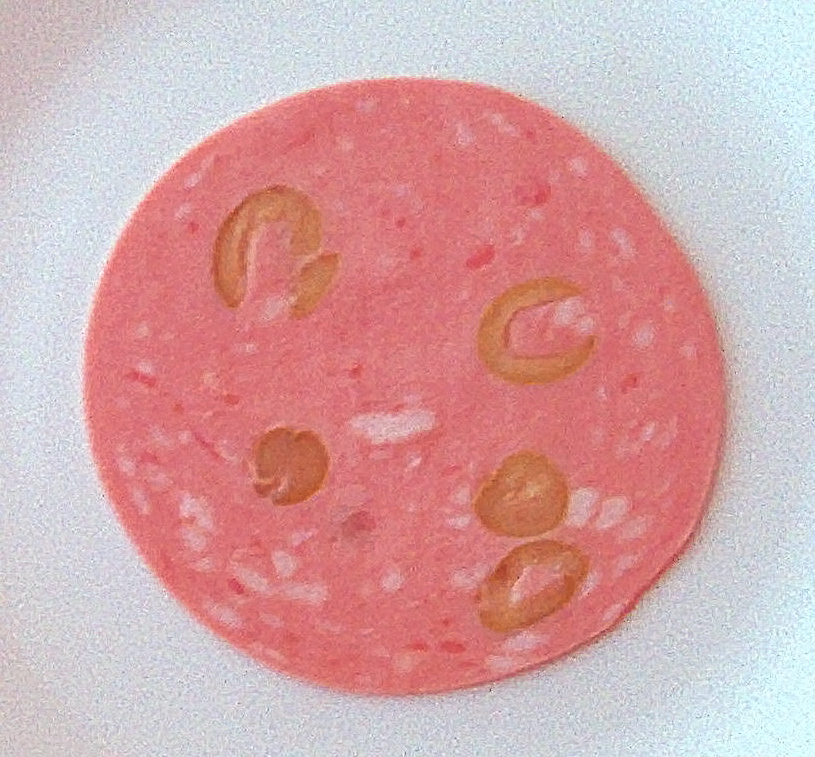
Mortadela portuguesa con aceitunas.

En Italia existen variantes distintas a la mortadela elaborada al estilo de Bolonia. Una de las populares es la mortadela de Prato elaborada en Prato y que se trata de una variedad toscana que lleva ajo. Otro ejemplo de variedad italiana es la mortadela de Amatrice elaborada en los Apeninos del norte de Lacio y que tiene un ligero sabor ahumado.
Existe una salchicha similar en Estados Unidos denominada Bolonia; es muy popular en Irán donde puede encontrarse elaborada con carne de cordero y se denomina igualmente «mortadela». Debido a la llegada de inmigrantes procedentes de Italia en el siglo XX, la mortadela es muy popular en algunos países de América tales como: Argentina, Bolivia, Brasil, Chile, Colombia, Costa Rica, Ecuador, Paraguay, Perú, Uruguay y Venezuela. En España y Portugal son muy populares las variantes que llevan insertadas aceitunas sin carozo o con pedazos de pimiento, denominadas igualmente mortadela (e incluso en algunos lugares del este de España mortadela italiana para distinguirlas de la catalana o mortadela catalana).[cita requerida] Todas ellas son muy populares en rodajas insertadas en los bocadillos de las meriendas.